# Slebte
Slebte (łac. Dioecesis Slebtensis, ang. Diocese of Sletty) – stolica historycznej diecezji w Irlandii, erygowanej ok. V wieku, a zlikwidowanej w roku 510. Współcześnie miejscowość Sletty w prowincji Leinster. Obecnie katolickie biskupstwo tytularne.

## Biskupi tytularni
| Lp. | Biskup               | Funkcja                                                                | Od               | Do               |
| --- | -------------------- | ---------------------------------------------------------------------- | ---------------- | ---------------- |
| 1   | Paul Schruers        | biskup pomocniczy Hasselt (Belgia)                                     | 25 kwietnia 1970 | 15 grudnia 1989  |
| 2   | Terrence Prendergast | biskup pomocniczy Toronto (Kanada)                                     | 22 lutego 1995   | 30 czerwca 1998  |
| 3   | Józef Wesołowski     | nuncjusz apostolski                                                    | 3 listopada 1999 | 21 sierpnia 2013 |
| 4   | Stephen Chirappanath | wizytator apostolski dla wiernych Kościoła Syromalabarskiego w Europie | 28 lipca 2016    |                  |